# Aviação ligeira militar
A aviação ligeira militar, aviação de cooperação com o exército ou aviação do exército é o ramo da aviação militar que opera normalmente helicópteros e aviões ligeiros, em apoio direto e sob o controle das forças terrestres. A designação "aviação de cooperação com o exército" é usada frequentemente quando a aviação ligeira militar faz parte da força aérea de um país. No entanto, na organização das forças armadas de muitos países, a mesma está integrada no exército, ao invés de na força aérea propriamente dita, caso em que é normalmente referida como "aviação do exército". Alguns países dispõem também de unidades separadas de aviação dedicadas especificamente ao apoio da infantaria naval, as quais têm caraterísticas muito semelhantes às da aviação do exército, fazendo parte da marinha ou da própria infantaria naval.

## Lista de aviações ligeiras militares não integradas a forças aéreas
| País           | Designação original                        | Designação em português                  | Subordinação                                  | Observações |
| -------------- | ------------------------------------------ | ---------------------------------------- | --------------------------------------------- | --- |
| Alemanha       | Heeresfliegertruppe                        | Corpo de Aviação do Exército             | Exército Alemão                               | |
| Argentina      | Comando de Aviación del Ejército           | Comando de Aviação do Exército           | Exército Argentino                            | |
| Austrália      | Australian Army Aviation                   | Aviação do Exército Australiano          | Exército Australiano                          | |
| Bélgica        | Aviation légère de la force terrestre      | Aviação Ligeira da Força Terrestre       | Força Terrestre Belga                         | Transferida para a Componente Aérea (força aérea) em 2004                                                            |
| Brasil         | Aviação do Exército                        | -                                        | Exército Brasileiro                           | |
| Chile          | Brigada de Aviación del Ejército           | Brigada de Aviação do Exército           | Exército do Chile                             | |
| Colômbia       | Aviación Ejército                          | Aviação Exército                         | Exército Nacional da Colômbia                 | |
| Coreia do Sul  | 항공작전사령부                             | Comando de Operações Aéreas              | Exército da República da Coreia               | |
| Dinamarca      | Hærens Flyvetjeneste                       | Serviço Aéreo do Exército                | Exército Dinamarquês                          | Transferido para a Força Aérea em 2003, constituindo a Eskadrille 724                                                |
| Equador        | Aviación del Ejército                      | Army Aviation                            | Exército do Equador                           | |
| Espanha        | Fuerzas Aeromóviles del Ejército de Tierra | Forças Aeromóveis do Exército de Terra   | Exército de Terra Espanhol                    | |
| Estados Unidos | Aviation Branch                            | Arma de Aviação                          | Exército dos Estados Unidos                   | |
| Estados Unidos | Marine Aviation                            | Aviação dos Marines                      | Corpo de Marines dos Estados Unidos           | Para além de elementos de aviação ligeira militar, inclui também elementos de aviação de caça e de transporte pesado |
| Finlândia      | Helikopteripataljoona                      | Batalhão de Helicópteros                 | Exército da Finlândia                         | |
| França         | Aviation légère de l'armée de terre        | Aviação Ligeira do Exército de Terra     | Exército de Terra Francês                     | |
| Grécia         | 1η Ταξιαρχία Αεροπορίας Στρατού            | 1ª Brigada de Aviação do Exército        | Exército da Grécia                            | |
| Índia          | Army Aviation Corps                        | Corpo de Aviação do Exército             | Exército Indiano                              | |
| Indonésia      | Pusat Penerbangan Angkatan Darat           | Centro de Aviação da Força Terrestre     | Exército Nacional Indonésio - Força Terrestre | |
| Irão           | هوایی ارتش                                 | Aviação do Exército                      | Exército da República Islâmica do Irão        | |
| Itália         | Aviazione dell’Esercito                    | Aviação do Exército                      | Exército Italiano                             | |
| Japão          | 陸上自衛隊航空科                           | Aviação da Força de Autodefesa Terrestre | Força de Autodefesa Terrestre do Japão        | |
| Malásia        | Pasukan Udara Tentera Darat                | Aviação do Exército                      | Exército da Malásia                           | |
| Paquistão      | Army Aviation Corps                        | Corpo de Aviação do Exército             | Exército do Paquistão                         | |
| Peru           | Aviación del Ejército                      | Aviação do Exército                      | Exército do Peru                              | |
| Portugal       | Unidade de Aviação Ligeira do Exército     | -                                        | Exército Português                            | Não ativada |
| Reino Unido    | Army Air Corps                             | Corpo Aéreo do Exército                  | Exército Britânico                            | |
| Reino Unido    | Commando Helicopter Force                  | Força de Helicópteros Comando            | Marinha Real Britânica                        | Unidade da aviação naval dedicada especificamente apoiar os Royal Marines                                            |
| Suécia         | Arméflyget                                 | Aviação do Exército                      | Exército Sueco                                | Transferida para a Força Aérea em 1998                                                                               |
| Turquia        | Kara Havacılık Komutanlığı                 | Comando de Aviação do Exército           | Exército Turco                                | |
| Venezuela      | Aviación del Ejército                      | Aviação do Exército                      | Exército Nacional da Venezuela                | |

## Imagens
|  |  |